# Захарково (Курська область)
Захарково (рос. Захарково) — село в Конишевському районі Курської області Російської Федерації.
Населення становить 137 осіб. Входить до складу муніципального утворення Захарковська сільрада.

## Історія
Населений пункт розташований на території українського етнічного та культурного краю Східна Слобожанщина.
Від 2004 року входить до складу муніципального утворення Захарковська сільрада.

## Населення
| 2002 | 2010 |
| ---- | ---- |
| 217  | ↘137 |